# 恩乐县
恩乐县，古县名。清朝雍正五年（1727年）以者乐甸长官司改置，治今云南省镇沅彝族哈尼族拉祜族自治县东北恩乐镇，属镇沅府。道光二十年（1840年）废。1997年起，镇沅县政府移驻恩乐。